# 다니엘 하르케
다니엘 하르케 곤살레스(스페인어: Daniel Jarque i González, 1983년 1월 1일 ~ 2009년 8월 8일)는 스페인의 전 축구 수비수이다. 다니 하르케(Dani Jarque)라고도 알려져 있다.
카탈루냐의 바르셀로나에서 태어났으며, 청소년 시절부터 바르셀로나를 연고지로 한 RCD 에스파뇰에서 뛰었다. 이후 레크레아티보 우엘바와의 2002-03 시즌 리그 경기에서 프로 무대에 데뷔했으며, 그 뒤 1군과 에스파뇰 B팀을 오가며 출전 횟수를 늘리다 2004-05 시즌부터는 팀의 수비의 중심적인 역할을 수행하게 되었다. 이후 2005-06 시즌 팀의 코파 델 레이 우승에 공헌했으며, 그 시즌 레알 마드리드 CF와의 경기에서 득점을 기록하기도 했다. 그 뒤 2006-07 시즌을 앞두고 소속팀과 2009년까지 재계약을 맺었으며, 그 시즌 팀의 UEFA컵 준우승에 기여하였다. 이러한 활약으로 2007-08 시즌 토트넘 홋스퍼 FC의 관심을 받기도 했으며, 2009-10 시즌을 앞두고 라울 타무도를 대신해 팀의 주장에 선임되었다.
2009년 8월 8일 이탈리아 피렌체에 있는 팀의 전지훈련장에서 여자친구와 전화 통화를 하던 중 갑작스러운 심장마비로 의식을 잃었으며, 발견되었던 당시에는 이미 사망한 뒤였다.
사망 이후, 에스파뇰의 팬들은 구단의 홈구장인 에스타디 코르네야-엘 프라트에 모여 조의를 표했으며, 바르셀로나 더비 라이벌인 FC 바르셀로나 또한 애도를 표했다. 또한 그 해 8월 15일 열린 마케도니아와의 A매치에서 승리를 장식한 스페인 축구 국가대표팀 선수들이 승리의 영광을 하르케에게 바치며 그를 추도했으며, 8월 15일 열린 아스널 FC와 에버턴 FC와의 잉글랜드 프리미어리그 경기에서 세스크 파브레가스가 득점에 성공한 뒤 하르케가 사용했던 번호인 21번이 적혀 있는 유니폼을 들어올리며 그를 기렸다. 그리고 2010년 7월 11일 열린 2010년 FIFA 월드컵 결승전 당시 선발 출전했던 안드레스 이니에스타는 결승골을 득점한 후 "DANI JARQUE SIEMPRE CON NOSOTROS (다니엘 하르케는 언제나 우리와 함께할 것이다)"라는 메시지가 적힌 셔츠를 보이는 세레모니를 하여 그를 추모했으며, 2010년 7월 1일 열린 UEFA 유로 2012 결승전 당시 선발 출전했던 파브레가스는 우승 확정 이후 하르케의 얼굴이 페인팅된 셔츠를 입으며 그를 추도하였다.

## 같이 보기
- 원클럽맨 명단